# 萜烯
萜烯简称萜，旧称䓝，是以异戊二烯为单位首尾相联形成的直链或环状烯烃类，为不饱和烃类的天然产物，不溶於水。萜的通式为 (C5H8)n，n ≥ 2，即分子式为异戊二烯（C5H8）的整数倍。术语 terpene 的詞源“turpentine”义为松節油。

異戊二烯結構

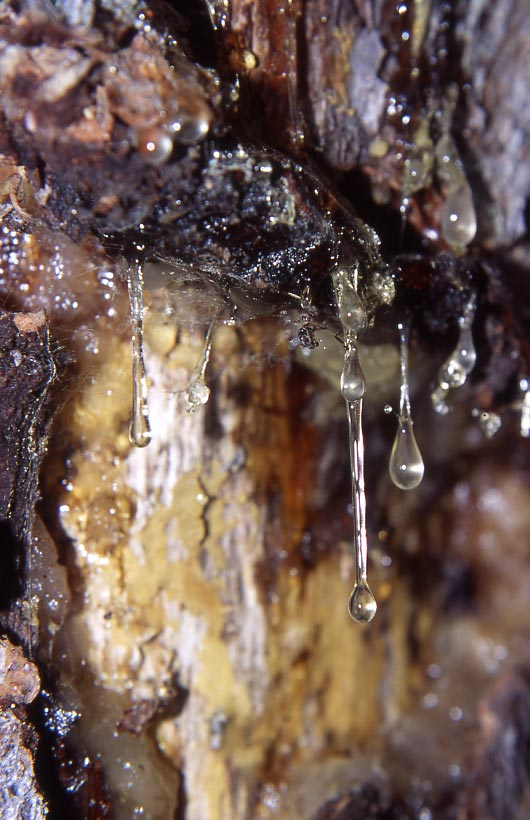
許多萜類是來自於松樹上的樹脂

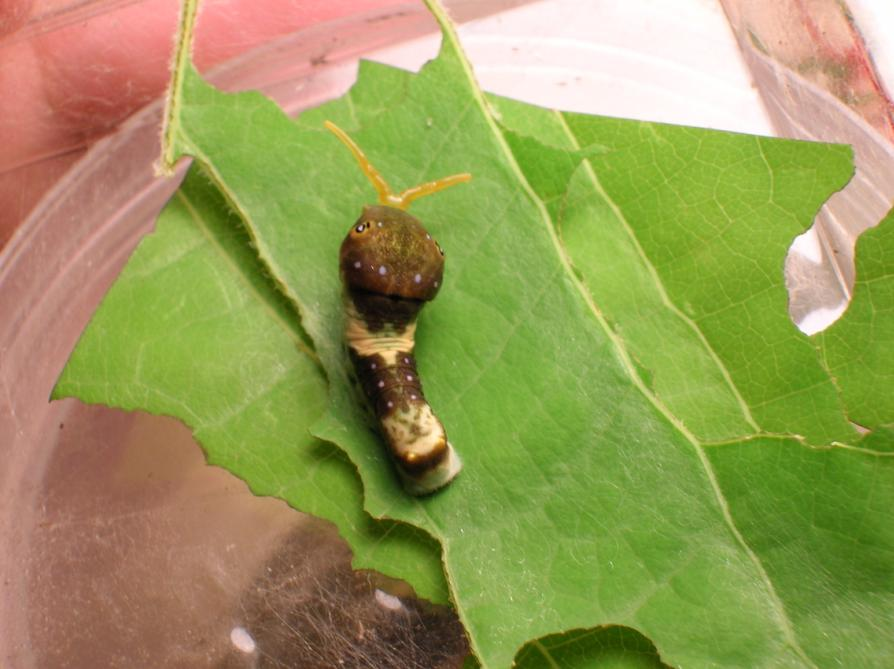
Y腺器官（osmeteria），鳳蝶科幼蟲的器官。日本譯為臭角

萜烯是一個龐大而多樣類有機化合物，主要由一些植物产生，特別是針葉樹；一些动物也能够产生，如白蚁可分泌金合歡烯（C15H24）等；近年来研究发现，在海洋生物体内也提取出了大量的萜类化合物，如海参、软珊瑚等。許多萜類化合物是芳烴，它們往往有強烈的氣味。一些植物产生这些带有气味的萜烯，用以阻嚇食草動物和吸引食草動物的寄生蟲天敵，从而可能有一种保护功能。萜烯是树脂以及由树脂而来的节油的主要成分。一些昆蟲如白蟻或燕尾蝶，從它們的Y腺器官（osmeteria）排放萜烯。
萜烯和萜類化合物的區別在於，萜烯是烯烃，而萜類是含有其他官能團的烯烃。据统计，目前已知的萜类化合物的总数超过了22,000种。很多萜类化合物具有重要的生理活性，是研究天然产物和开发新药的重要来源。萜类化合物中常见并重要的主要有胡萝卜素类化合物、樟脑、松香酸、薄荷醇类、冰片、维生素A、類固醇等。

## 歷史

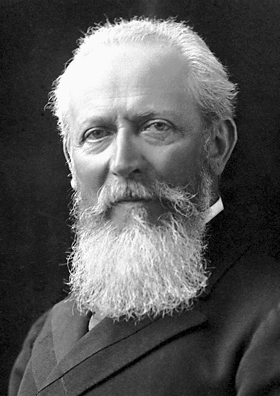
奥托·瓦拉赫

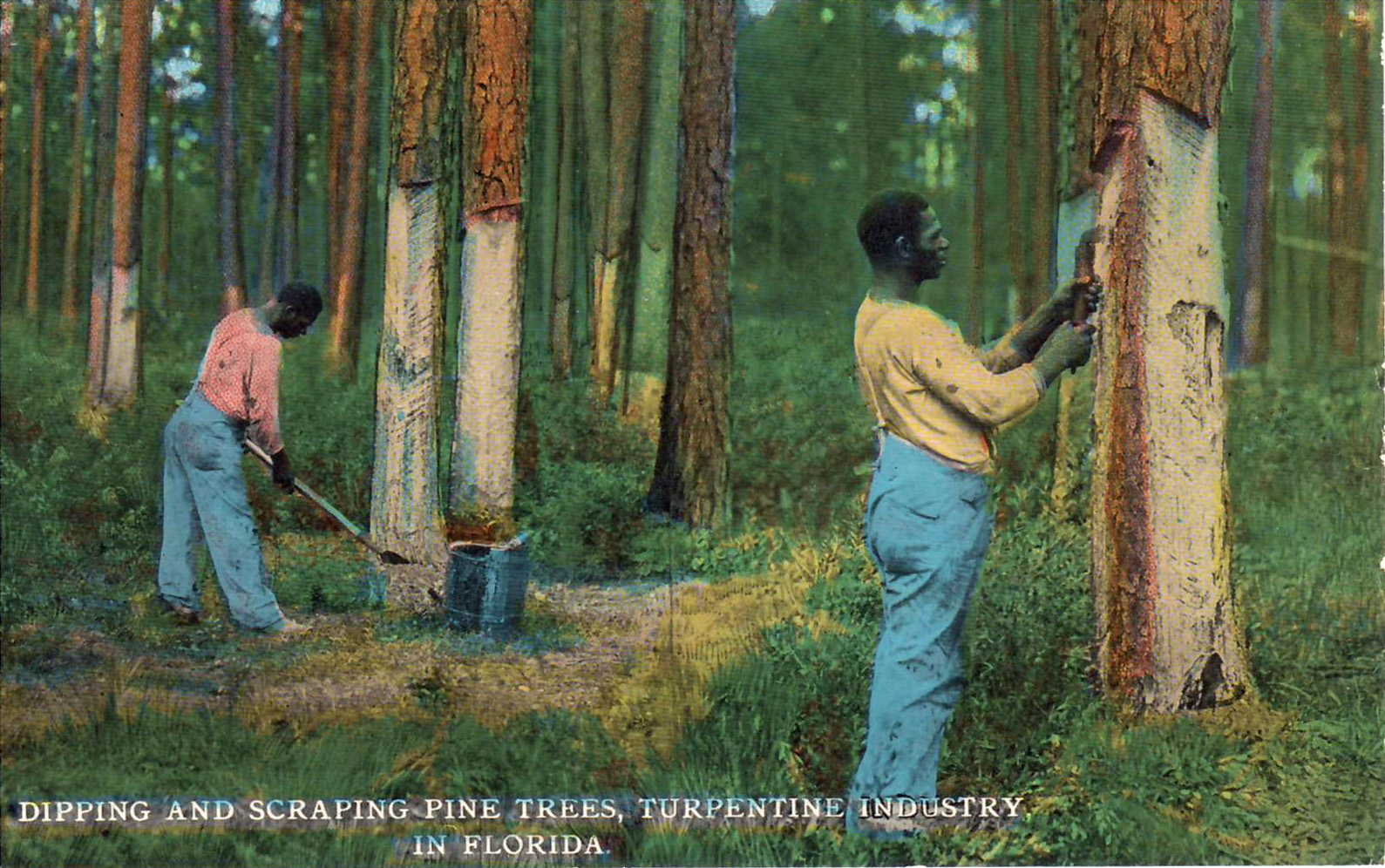
1912年明信片描繪佛羅里達採摘松脂的松節油行業

早期從松節油中發現萜烯，一種包含松節油烴和樹脂酸的物質。在1867年起奧托·瓦拉赫在哥廷根大學，柏林大學和波恩大學的研究，他開始對松節油中的萜烯進行了系統的分析，這個時候只有少數已分離出純的形式，而且很少有化學結構的資料，其中的一種方法是熔點比較及其混合物的測定，以確認相同的物質，此方法使大部分液態萜烯得轉變成結晶化合物。隨著逐步衍生化，特別是在一些萜烯增加雙鍵的存在，他實現了獲得結晶化合物的目標。對環狀不飽和萜烯的重排反應研究使得有可能，通過一個已知結構萜烯的重排反應，以獲得未知萜的結構。有了這些基本方法，他打開了萜烯系統的研究道路，他負責萜烯和蒎烯的命名，並承擔蒎烯的第一個系統研究，1909年他寫了一本關於萜烯的化學反應，他以瓦拉赫重排反應、瓦拉赫分解反應、劉卡特-瓦拉赫反應知名。他大大的推動了萜類化學研究的成功。1910年奧托·瓦拉赫獲得了諾貝爾化學獎。

## 定义与分类
萜类化合物是那些可以划分为若干异戊二烯结构单元的碳氢化合物其分子式与异戊二烯有简单的倍数关系，通式可以写成(C5H8)n。最初人们认为萜烯是从异戊二烯（C5H8）衍生来的，但实际上并非如此。据同位素示踪的研究數據，萜类化合物是植物体以甲戊二羟酸为原料合成的；而在自然界中也确实存在着极个别的萜类化合物结构无法被划分为异戊二烯结构单元。因此目前对萜类化合物比较准确的定义是：由甲戊二羟酸衍生的，分子式符合(C5H8)n通式的衍生物。萜烯的非碳氢化合物衍生物称为类萜。
根据萜类化合物的结构可以分为单萜（由两个异戊二烯单位组成）、倍半萜（由三个异戊二烯单位组成）、二萜（由四个异戊二烯单位组成）、二倍半萜（由五个异戊二烯单位组成）、三萜（由六个异戊二烯单位组成）、四萜（由八个异戊二烯单位组成）、多聚萜（由八个以上异戊二烯单位组成）等。
单萜（C10H16）是最常见的萜，有不少同分异构体。当然，其他萜烯也存在，分子式为C15H24的倍半萜与单萜一起构成了植物揮發油的主要成分、分子式为C20H32的二萜则构成了树脂。胡萝卜素类植物色素（C40H64）是一种四萜，属于这一类化合物的很多植物色素在光合作用中扮演了重要的重要的角色。

## 類型
萜烯由異戊二烯單元在分子中的數目而可以被分類；在名稱的前綴表示組裝分子所需萜的單位數。
- 半萜：包含一個異戊二烯單位，分子式C5H8。異戊二烯本身被認為是唯一的半萜，但如異戊二烯醇及其異戊酸含氧衍生物則為半萜類。
- 單萜：包含兩個異戊二烯單元及其具有分子式C10H16。單萜和單萜類的實例包括香葉醇，檸檬烯，月桂烯，萜品醇，香茅醇，柠檬醛，二氢万寿菊酮，薄荷醇和歐洲雲杉檜烯 Sabinene（英语：Sabinene）雙環單萜。沸點隨著碳-碳雙鍵的增加而升高。
- 倍半萜：包括三個異戊二烯單元及其具有分子式C15H24。倍半萜及其倍半萜的例子包括葎草烯、金合歡烯、金合歡醇、胭脂紅素等。（該倍半字首是指一個半。）
- 二萜：又称 双萜，包含四個異戊二烯單元及其具有分子式C20H32。他們來源於香葉基香葉焦磷酸。二萜及其二萜類化合物的實例是咖啡醇，咖啡豆醇，與紫杉烯（紫杉醇前體）。雙萜也構成的基礎生物學上重要的化合物，例如視黃醇，視黃醛，及其葉綠醇。維生素A，銀杏内酯（Ginkolide）。
- 二倍半萜：包含五個異戊二烯單位及其具有分子式C25H40，一個實例是金合歡醇香葉。
- 三萜：包括六個異戊二烯單位及其具有分子式C30H48。直鏈三萜角鯊烯，鯊魚肝油的主要成分，是從法尼焦磷酸的兩分子的還原偶聯而得。角鯊烯然後生物合成，以產生任一羊毛甾醇或植物環甾醇，所有類固醇的結構前體。人參皂苷（Ginsenoside），甘草次酸。
- 三倍半萜：包含七個異戊二烯單位及其具有分子式C35H56。 三半萜通常其來源是微生物。 實例是四異戊烯薑黃烯。
- 四萜：包含八個戊二烯單元及其具有分子式C40H64。重要的生物實例包括無環番茄紅素，單環的γ-胡蘿蔔素，及其雙環α-和β-胡蘿蔔素。
- 多萜：由許多異戊二烯單元組成的長鏈。天然橡膠由多異戊二烯組成，其中雙鍵是順式的。有些植物產生反式雙鍵，被稱為牙膠聚異戊二烯。
- 去異戊二烯：如C13去異戊二烯-3-氧α紫羅蘭醇，出現在馬斯喀特亞歷山大葉，在西拉葡萄的葉子發現的去異戊二烯，或酒（夏敦埃酒香料），可通過真菌過氧化物酶或糖苷酶來產生。

## 結構與生合成
萜烯是以異戊二烯為單元，生物合成而來，異戊二烯分子式為 C5H8。萜的基本分子公式是該倍數，(C5H8)n，其中n是異戊二烯單元的倍數。這就是所謂的異戊二烯規則或C5規則。所述異戊二烯單元可以“頭尾”連接在一起形成直鏈或可被安排形成環。一個異戊二烯單元可以視為大自然的通用構建模塊之一。
異戊二烯本身不經歷建設過程中，而是具活化形式，異戊烯基二磷酸（IPP）和二甲基烯丙基二磷酸（DMAPP），是生物合成途徑中的物件。異戊烯基二磷酸（IPP）是乙酰-CoA通過甲羥戊酸在HMG-CoA還原酶途徑中形成。另一個替代途徑，異戊烯基二磷酸（IPP）的完全無關的生物合成途徑，在一些細菌群和植物的質體中是已知的，所謂的MEP（2-甲基-D-赤蘚醇-4-磷酸）途徑，這是由C5-糖啟動。在這兩種途徑，異戊烯基二磷酸（IPP）由異戊烯焦異構酶異構化為二甲基烯丙基二磷酸（DMAPP）。由於異戊二烯單位鏈建立起來了，所產生的萜類依次按大小分類為半萜，單萜，倍半萜，二萜類，萜烯酯，三萜類，和四萜。從本質上講，它們都是由萜合成酶合成。
最近的实验表明，萜类化合物并非像人们以前直观理解的那样由异戊二烯在酶催化下直接聚合而成，实际情况是，在植物体内，3(R)-甲戊二羟酸经生物转化形成焦磷酸异戊烯酯（IPP），后者则在焦磷酸异戊烯酯异构酶的催化下转化为二甲烯丙基焦磷酸（DMAPP），IPP和DMAPP均可直接转还为半萜（即天然来源的异戊二烯），或在酶催化下合成为其他萜类化合物和甾族化合物。因此甲羟戊酸是萜类化合物生物合成过程中发挥烷基化试剂作用的重要化合物（参见甲羟戊酸途径）。

異戊二烯（Isoprene）
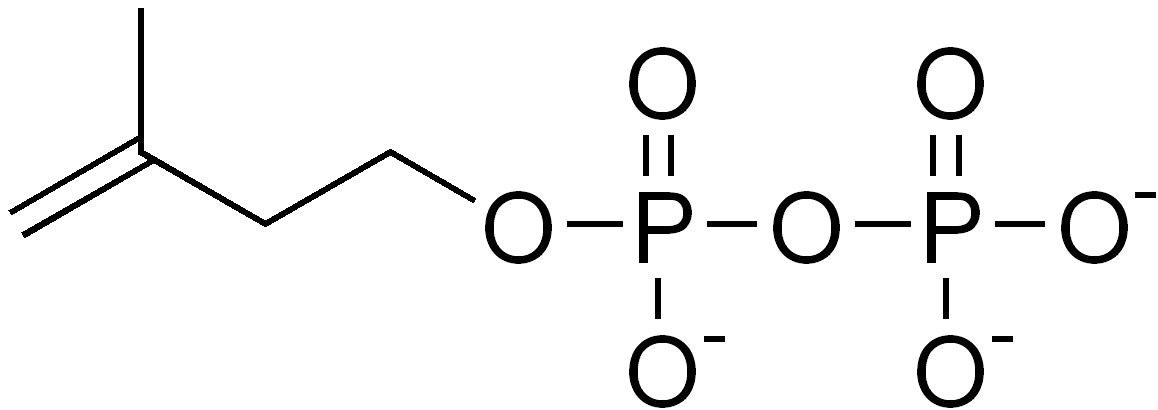
異戊烯焦磷酸（Isopentenyl pyrophosphate, IPP）
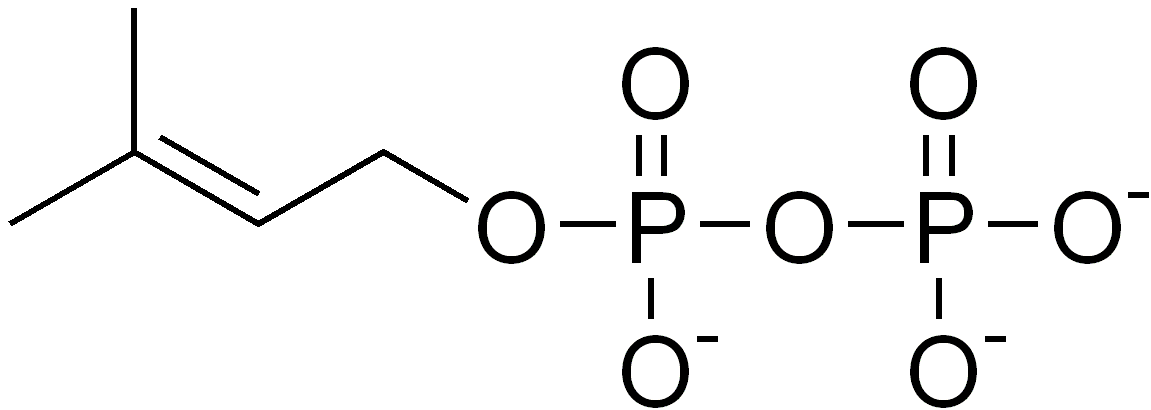
二甲基烯丙基焦磷酸（Dimethylallyl pyrophosphate, DMAPP）
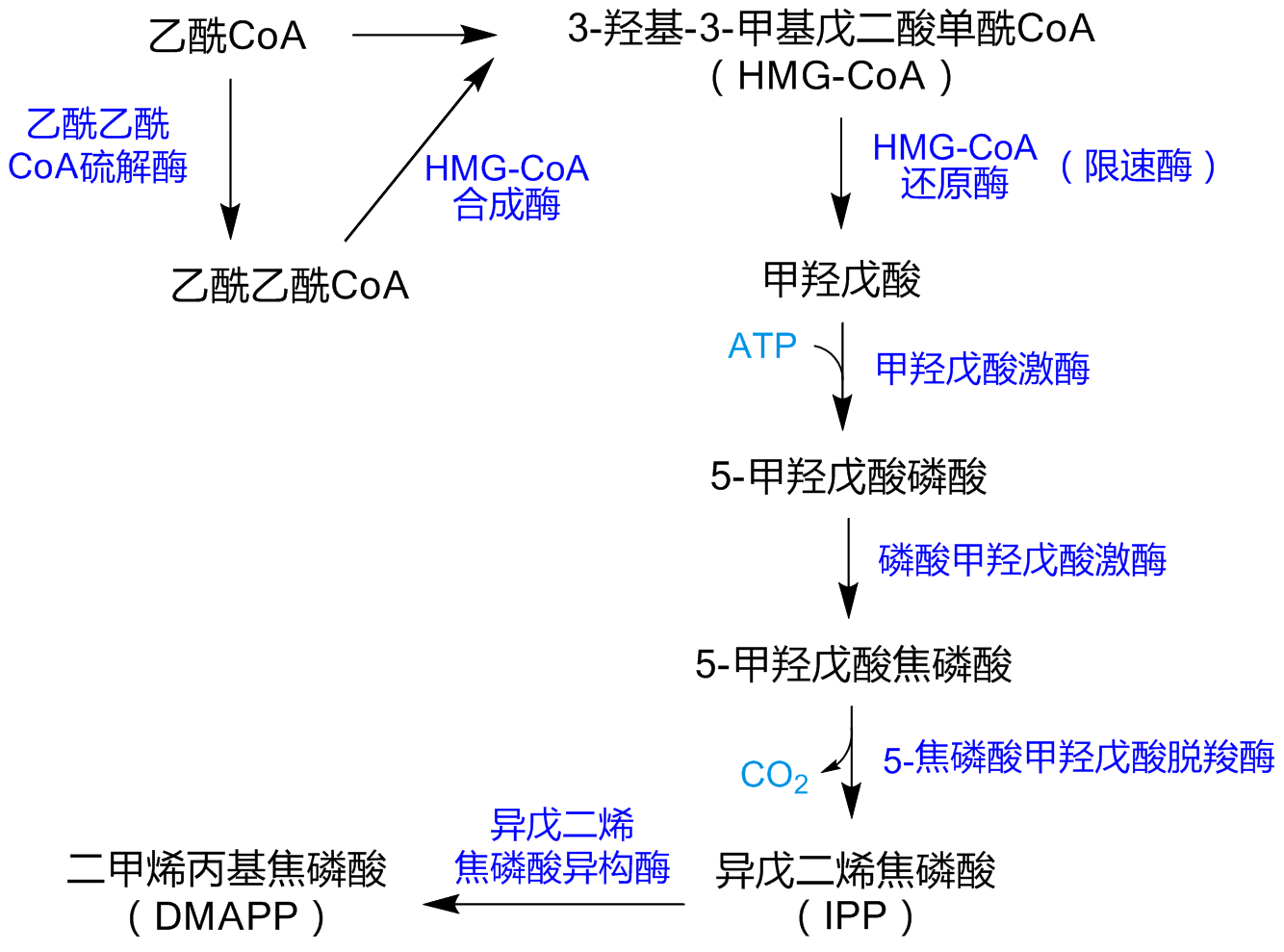
甲羟戊酸途径 (類固醇的合成途径)。

## 理化性质

### 物理性质
- 分子量较小的萜类化合物如单萜和倍半萜多为有特殊气味的挥发性油状液体，其沸点随分子量和双键数量的增加而提高；分子量较大的萜类如二萜、三萜多为固体结晶。
- 萜类化合物大多具有苦味，有的还非常苦，但也有一些萜类化合物有极强的甜味，如一种以二萜为苷元的苷甜菊苷就是比蔗糖甜100倍的甜味剂。
- 萜类化合物中大多含有大量不对称碳原子，因而具有旋光性，另外低分子萜类化合物大多有很高的折射率。
- 萜类化合物大多不溶于水而亲脂性很好，易溶于有机溶剂；萜类化合物成苷后水溶性提高易溶于热水，另外含有内酯结构的萜类化合物易溶于碱水。

### 命名
在萜烷的基本结构的专用名称基础上命名萜烯。

### 化学性质
萜烯易发生环化、氧化、还原、聚合等反应。萜烯还可进行分子内重排与烯键转位。
- 加成反应：萜类化合物中的碳架双键和官能团双键都能与相应试剂发生加成反应，这些反应是分离提取和鉴定萜类化合物的基础。
- 氧化反应：不饱和键是发生氧化反应的主要位点，常见的氧化试剂包括臭氧、三氧化铬、四乙酸铅、高锰酸钾等。
- 脱氢反应：脱氢反应可以使萜类化合物中的环结构转变成芳香环。
- 重排反应：萜类化合物中含有丰富的双键，可以发生协同重排或者酸碱催化的重排反应。

## 含萜類的動植物

### 辛香辣調味料
辣椒、花椒、胡椒、蔥 、薑 、蒜 、洋蔥  、咖哩  、芥茉等。

### 食材及蔬果草
香草、烏梅 、山楂 、香椿、香菜、九層塔、芹菜、韭菜、柑菊類、胡蘿蔔、橄欖油、銀杏等。

### 香草植物
乳香、洋甘菊、薰衣草、迷迭香、鼠尾草、薄荷、香菜、檸檬香茅等。

### 中藥材
降真香、沉香、當歸、川芎、八角茴香、丁香、茴香、肉桂、陳皮、紫蘇、人參、甘草、香茅等。

### 松杉柏檜類
紫杉、紅檜、雲杉森林中芬多精。

### 動物
麝香（Moschus）、蛋黃等。

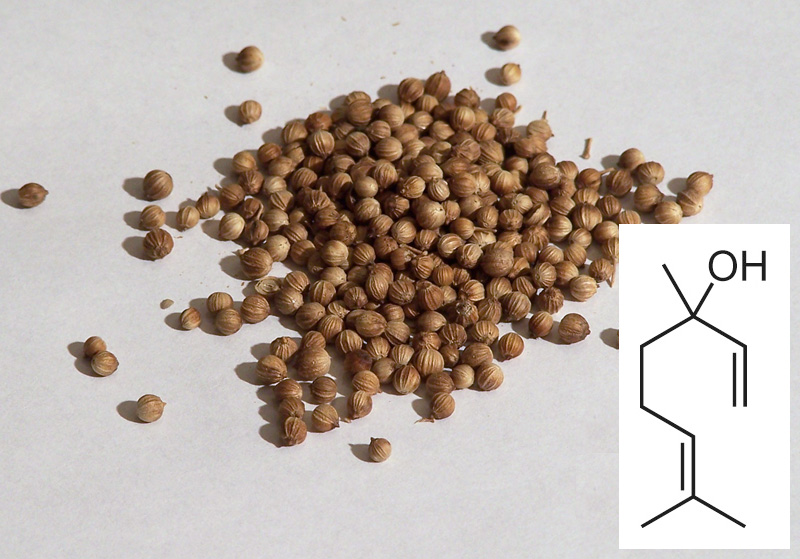
香菜種子含芳樟醇
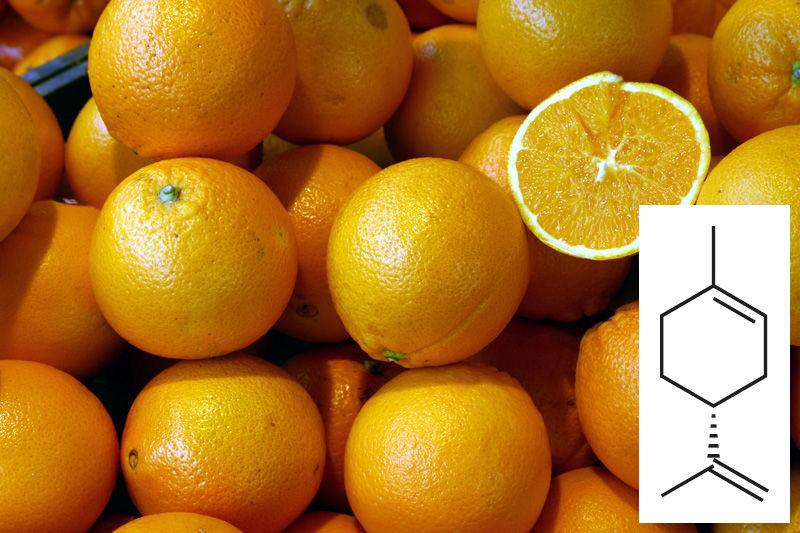
在柑橘類果皮：如橙，檸檬中發現
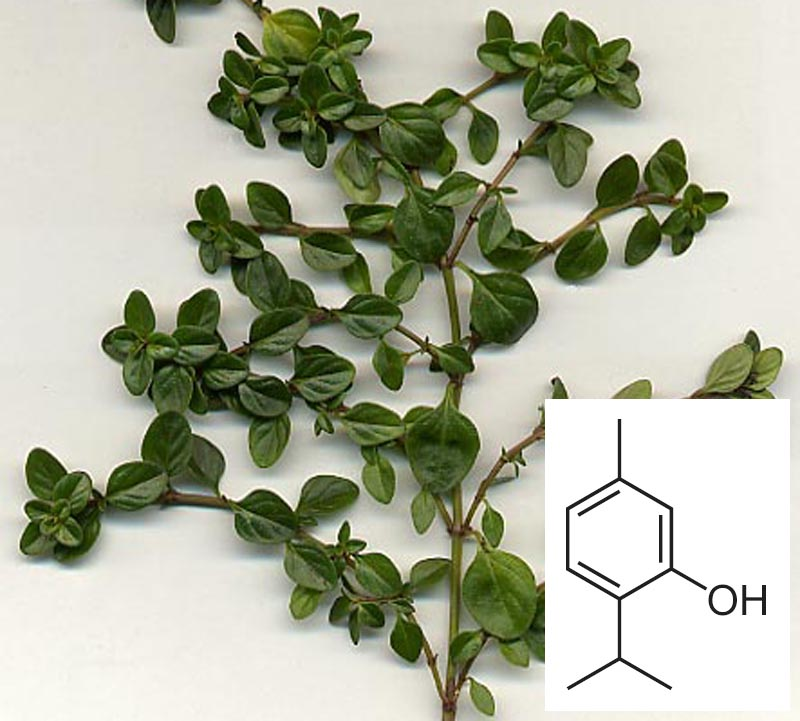
百里香中可獲得百里酚
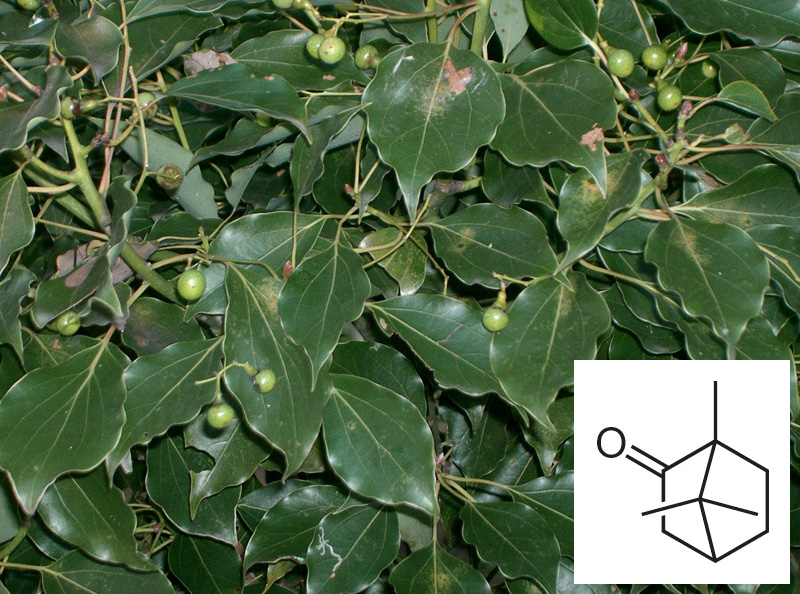
從樟樹的枝葉可獲得樟腦
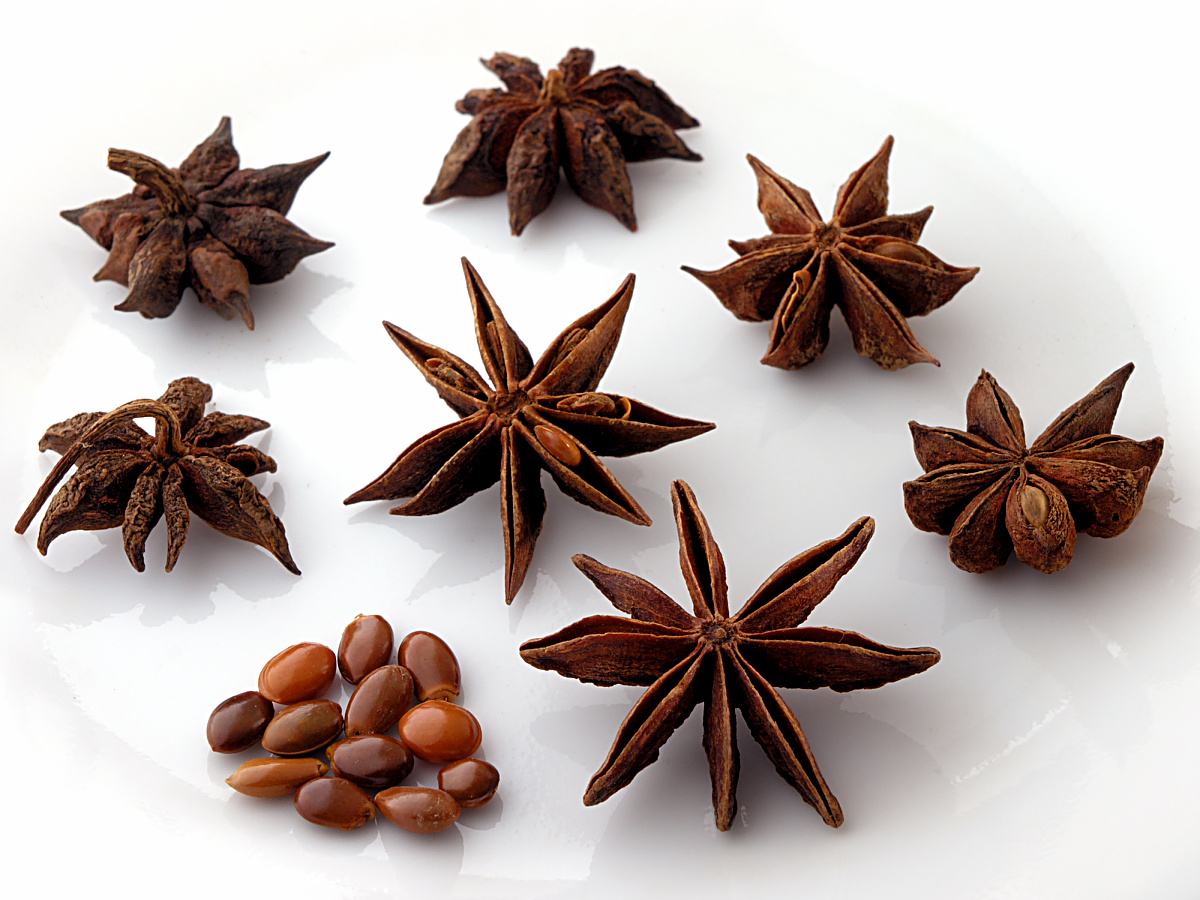
八角
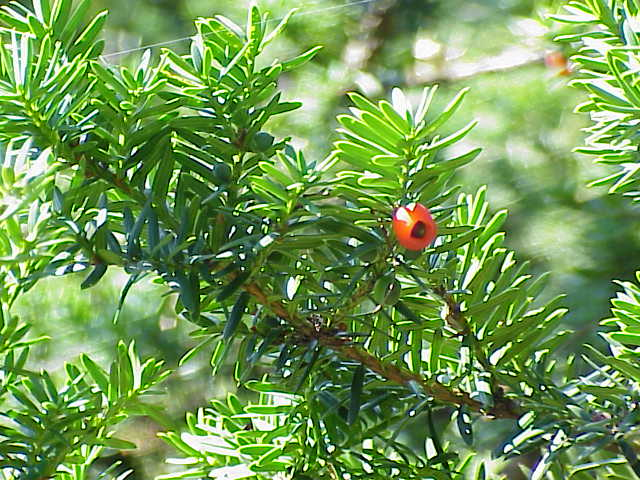
由於其天然的毒性，紅豆杉幾乎沒有天敵
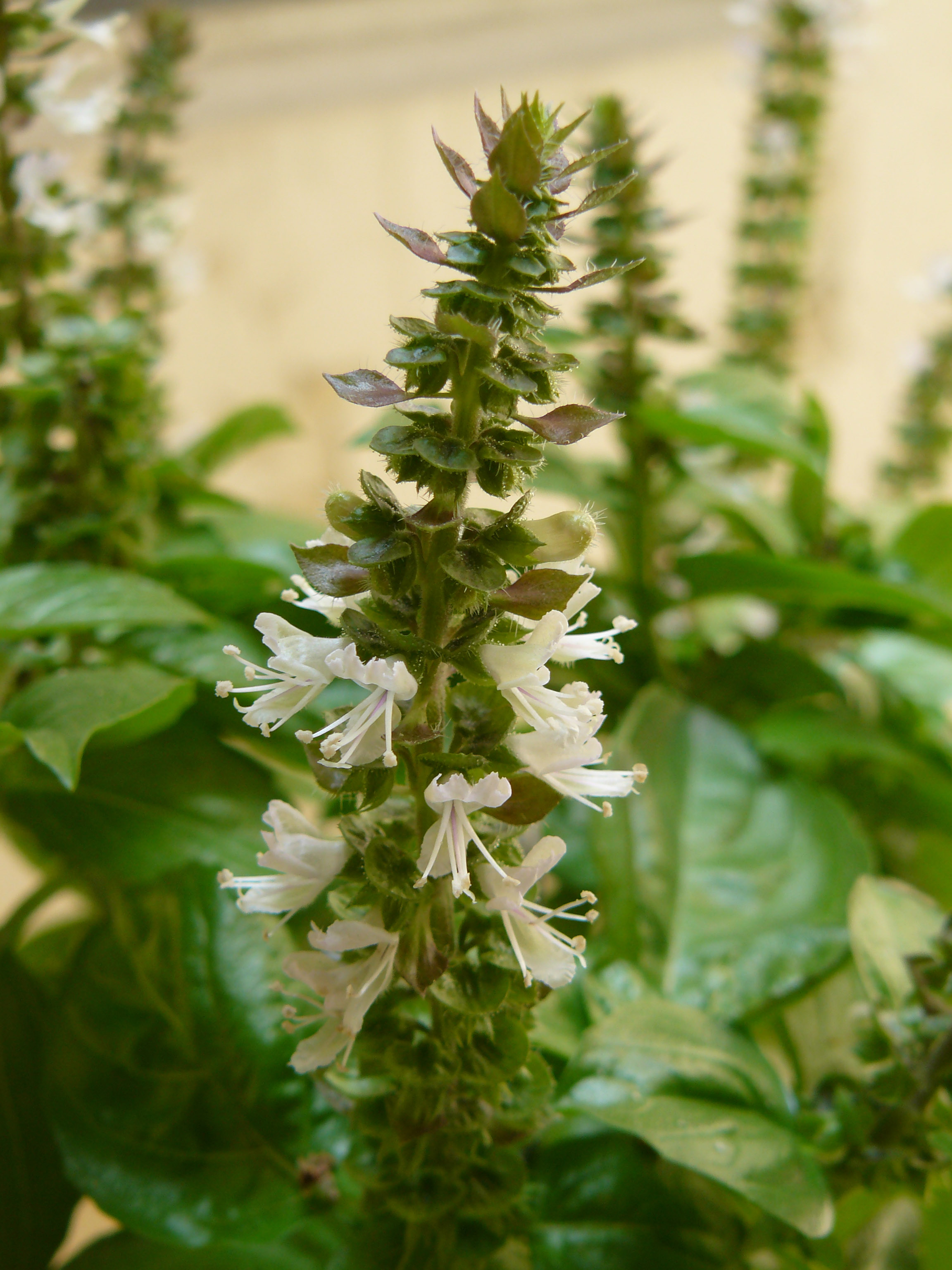
羅勒（九層塔）
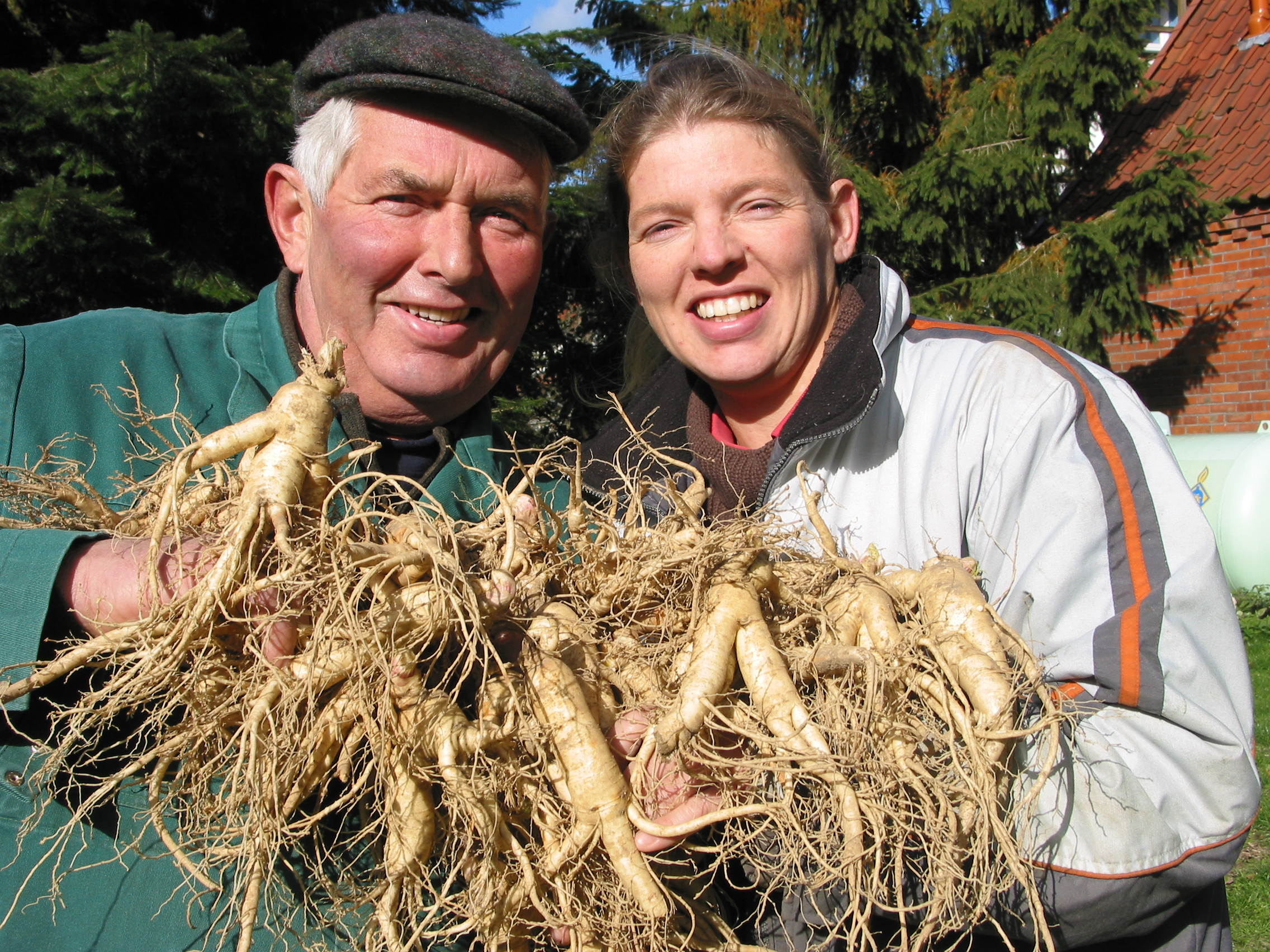
德國收穫人參人蔘皂苷C42H72O14
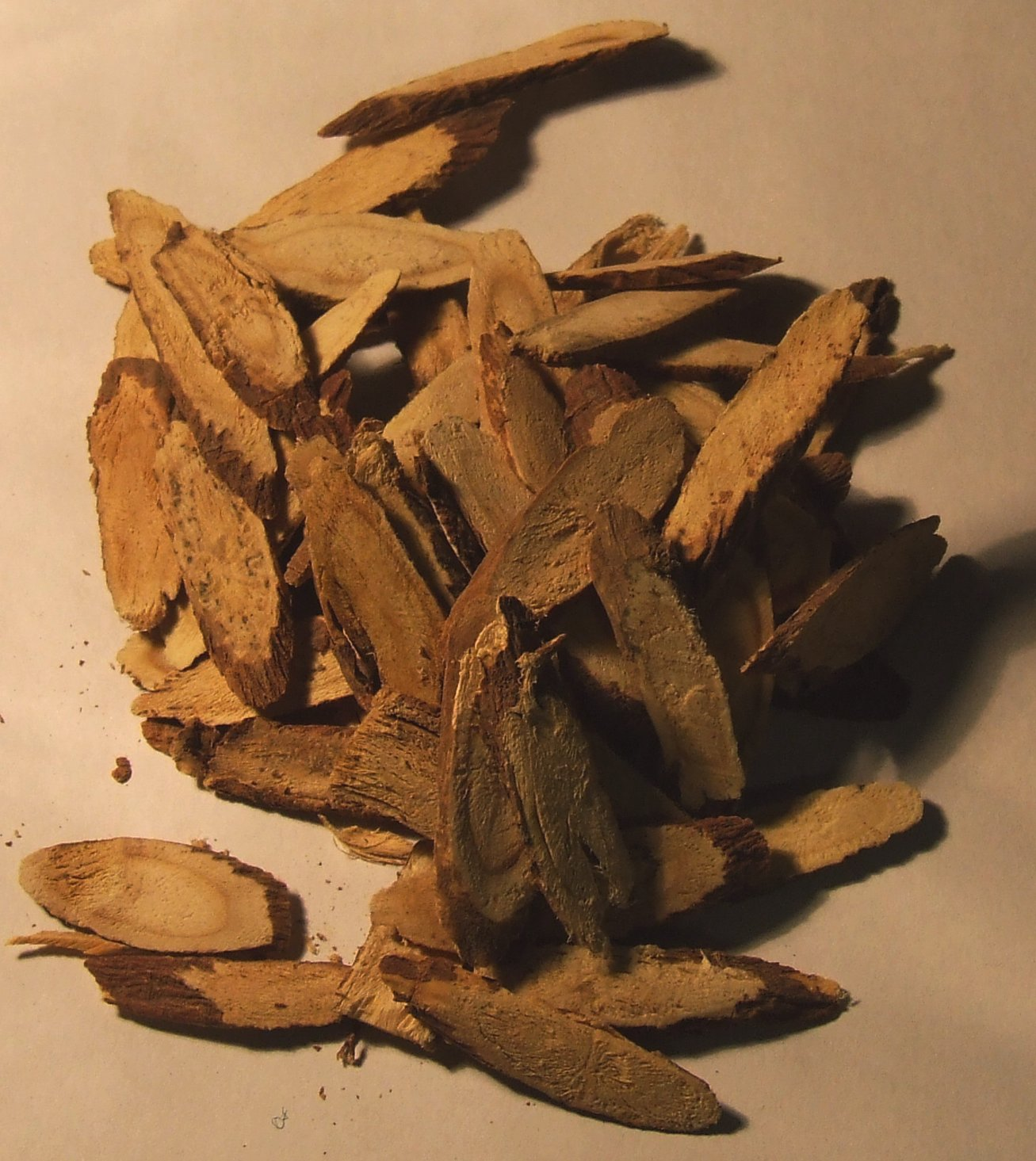
光果甘草藥材 甘草次酸C30H46O4
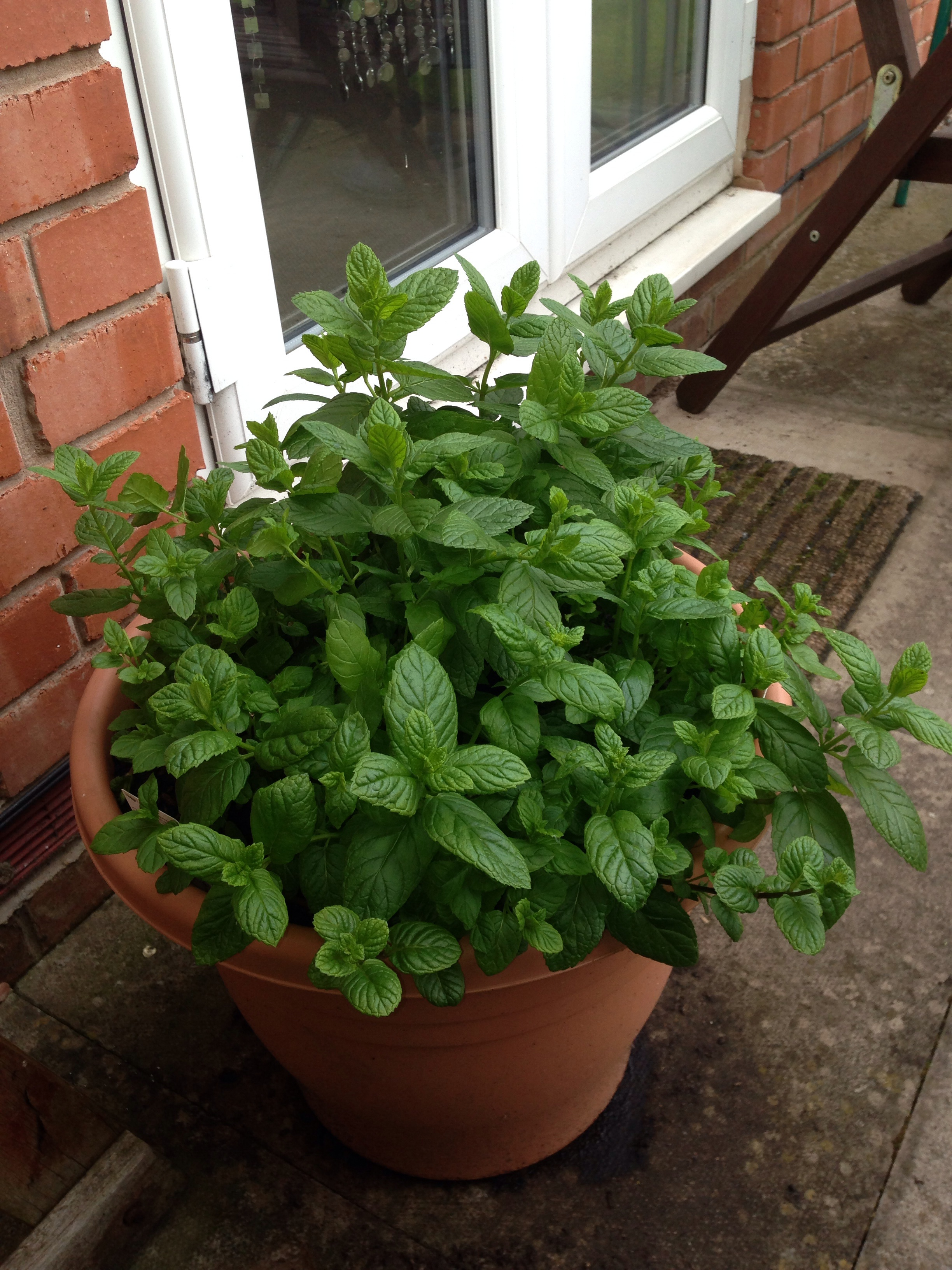
薄荷
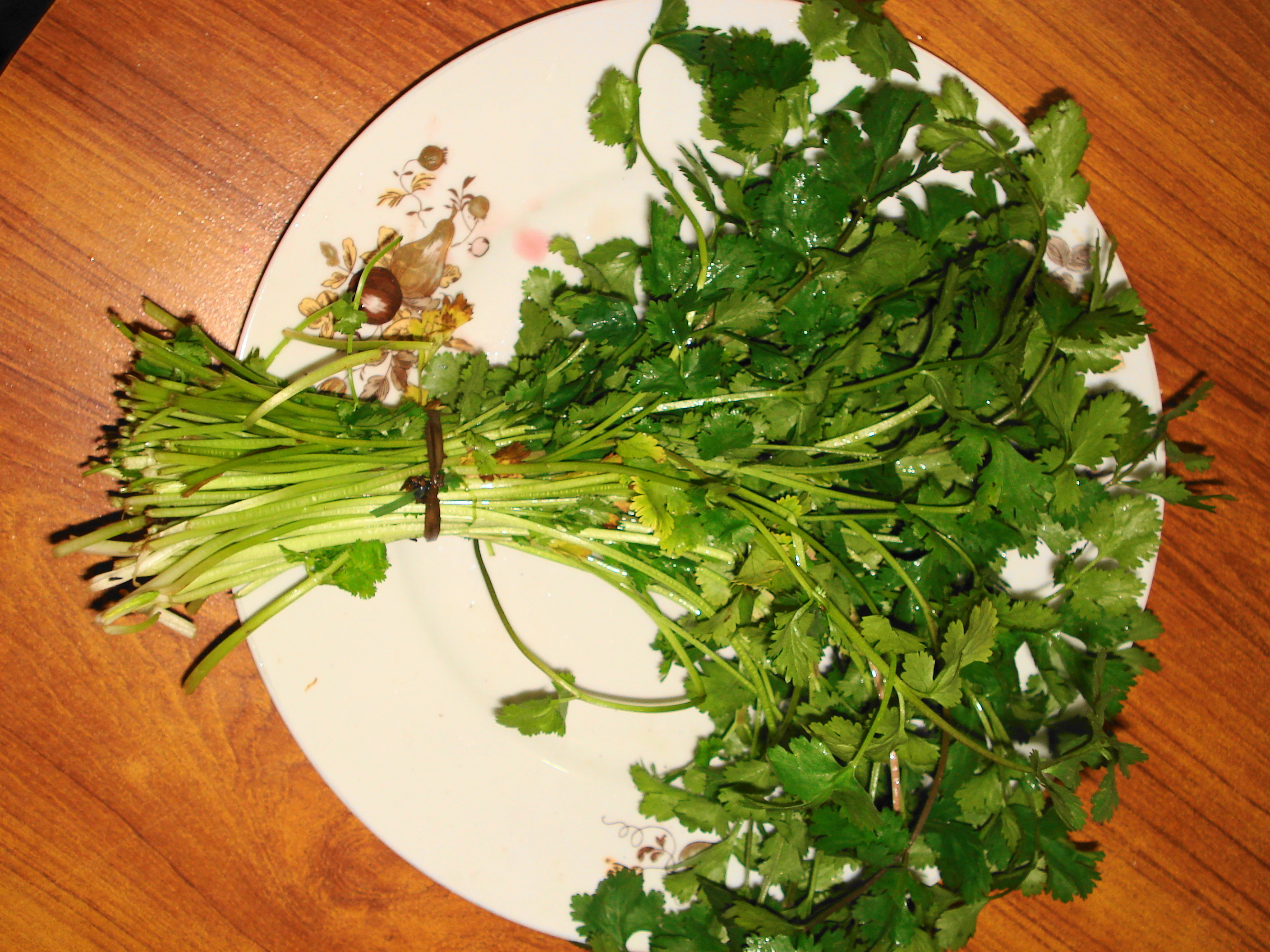
香菜
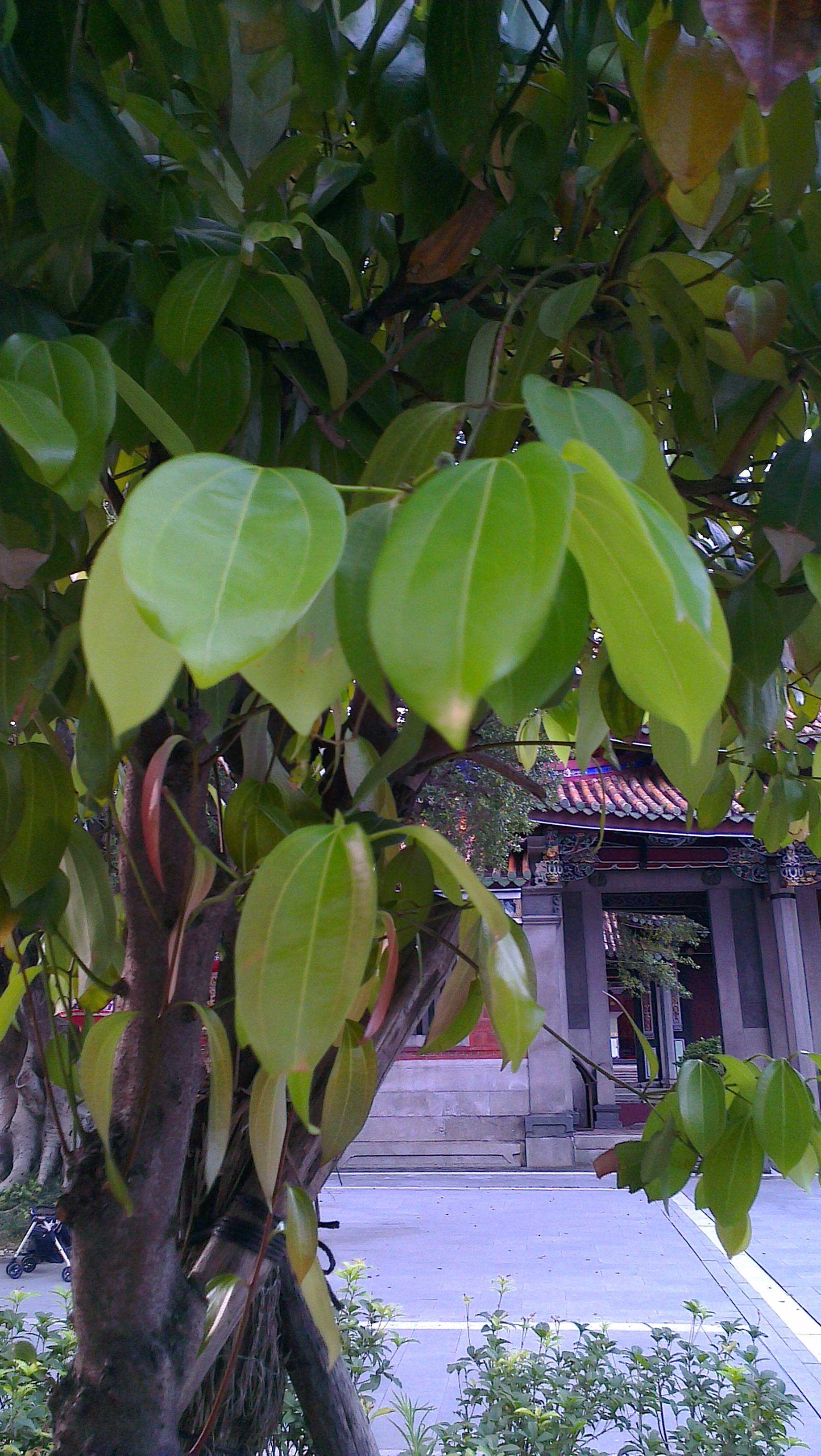
肉桂桂皮醛（C9H8O）
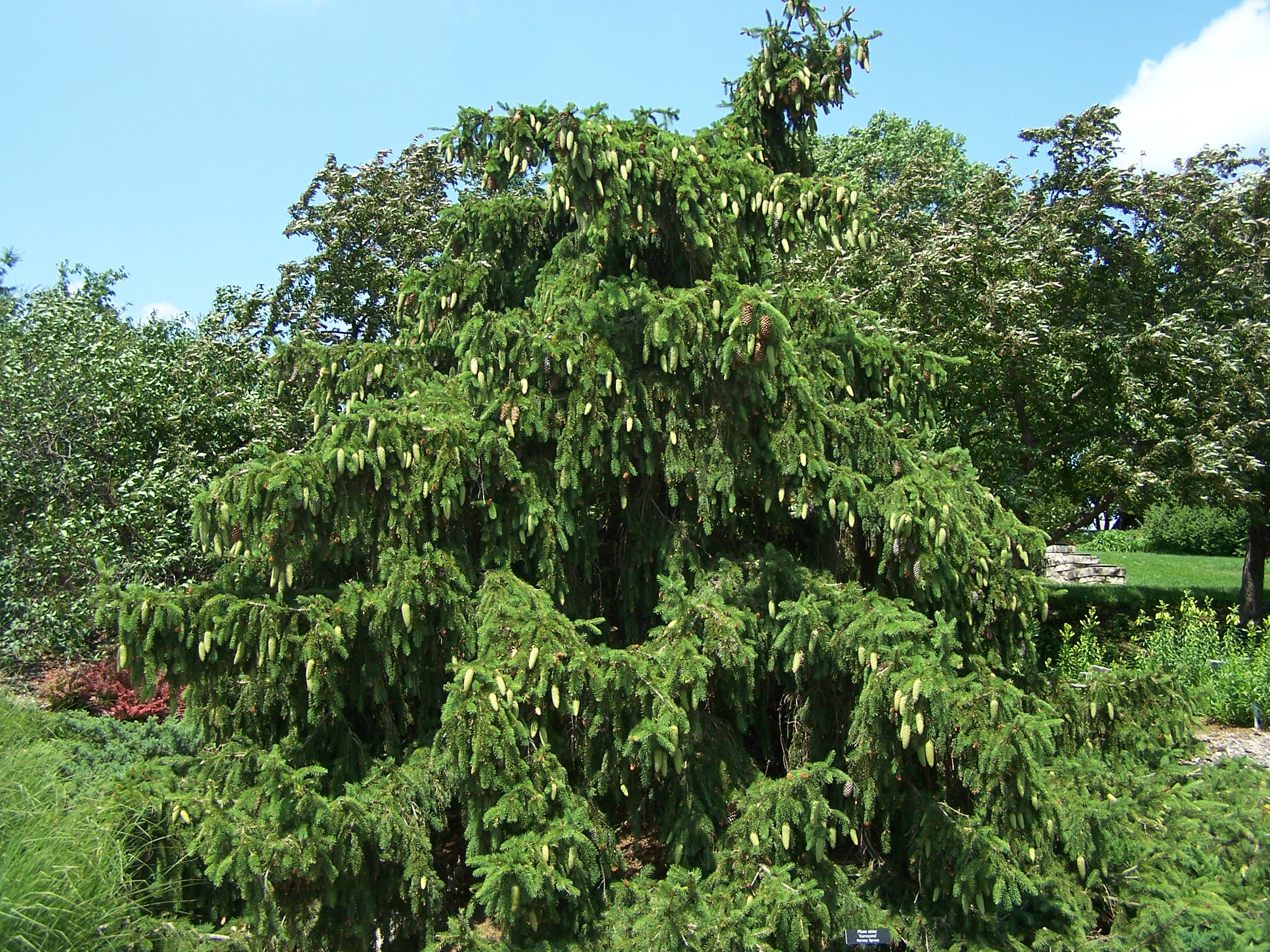
歐洲雲杉檜烯 SabineneC10H16

## 重要的萜类
- α-蒎烯
- β-蒎烯
- δ-3-蒈烯
- 柠檬烯
- 环烯醚萜类化合物